# Thrace du Nord
Pour les articles homonymes, voir Thrace (homonymie).
Ne doit pas être confondu avec Roumélie orientale.

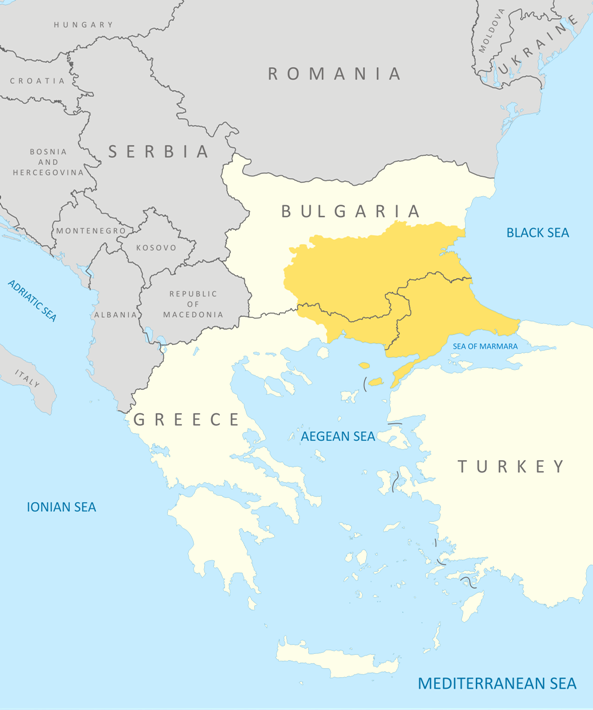
La division actuelle de la Thrace.

La Thrace du Nord est la partie de la Thrace qui est située, de nos jours, en Bulgarie. La ville principale est Plovdiv, l'ancienne Philippopolis.

## Géographie
La Thrace du Nord est la moitié nord de la Thrace ; la moitié sud comprend la Thrace occidentale, aujourd'hui en Grèce et la Thrace orientale, aujourd'hui en Turquie. La Thrace du Nord comprend les territoires situés entre la ligne de crête du Balkan et les versants méridionaux du massif des Rhodopes, entre les versants orientaux du Rila et la mer Noire.
Sur le plan politico-administratif, la Thrace du Nord fait partie de la république de Bulgarie.

## Histoire
Les Thraces s'installent dans tout le sud-est de la péninsule balkanique et donnent - ultérieurement - leur nom à la région. Au VIe siècle av. J.-C., les Odryses dominent et fondent le puissant royaume des Odryses. En 343-342 av. J.-C., la Thrace tombe sous l'hégémonie du royaume de Macédoine. Après la mort d'Alexandre le Grand, celle-ci perd progressivement la Thrace du Nord. La région est conquise par l'Empire romain avec la défaite du dernier royaume des Odryses en 46 apr. J.-C. La Thrace septentrionale est intégrée à la province romaine de Thrace.
La christianisation du pays est déjà très avancée lors de la division de l'Empire romain en 395 : la région fait alors partie de l'Empire byzantin. Au VIe siècle, les Slaves viennent s'ajouter aux populations locales qu'ils assimilent, et au IXe siècle, ils sont à leur tour complètement christianisés. 
Les Ottomans annexent la Thrace du Nord en 1388, l'appelant Roumélie (« pays des Romains »). En conséquence, à partir du XVe siècle, les Turcs provenant d'Asie mineure se sont, à leur tour, ajoutés aux populations antérieures, dans le sud et dans l'est, convertissant, en outre, une partie des Bulgares à l'Islam. 
La Thrace du Nord est, en 1878, une région encore vassale de l'Empire ottoman mais autonome sous le nom de « Roumélie orientale » : elle s'unit à la Bulgarie le 6 septembre 1885 pour former la principauté de Bulgarie dont l'indépendance de droit est reconnue par la communauté internationale en 1908.

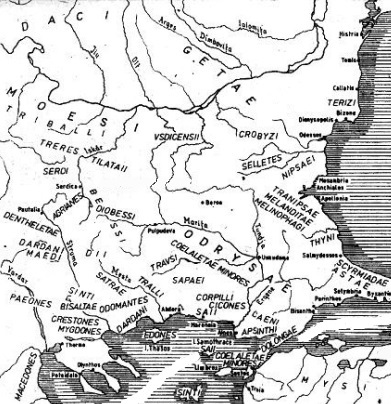
L'arrivée des tribus Thraces.
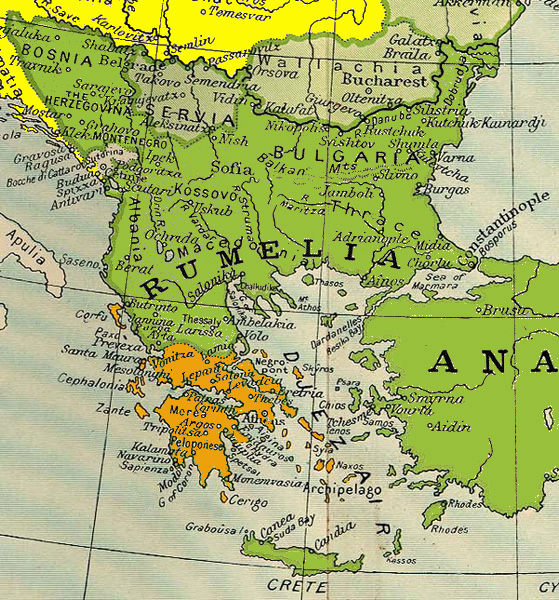
La Thrace dans l'Empire ottoman.
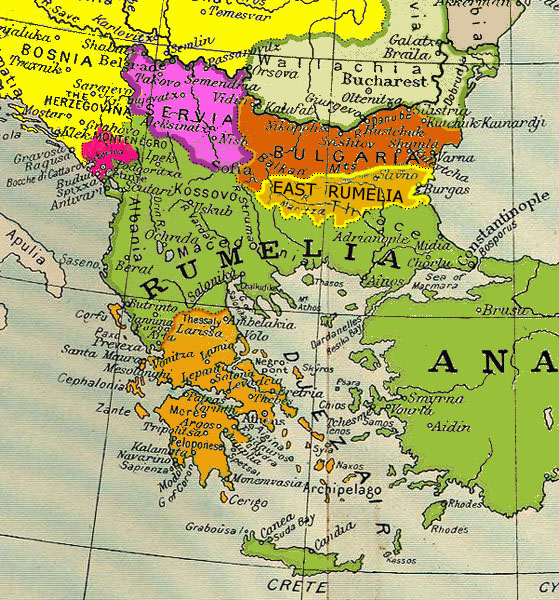
La Roumélie orientale autonome (1878-1885).
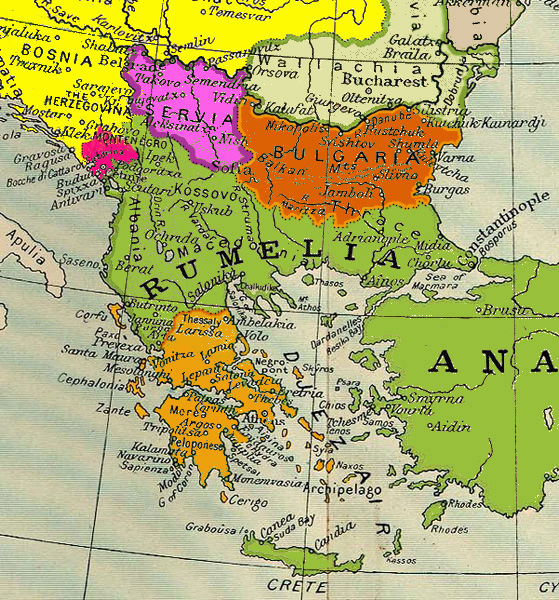
La Thrace du Nord partagée entre la Principauté de Bulgarie et l'Empire ottoman (1885-1912).
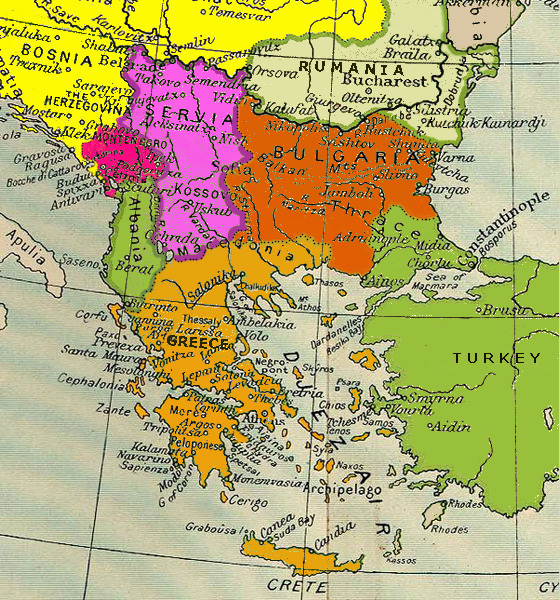
La Thrace du Nord est presque totalement incluse dans le royaume de Bulgarie (1913).
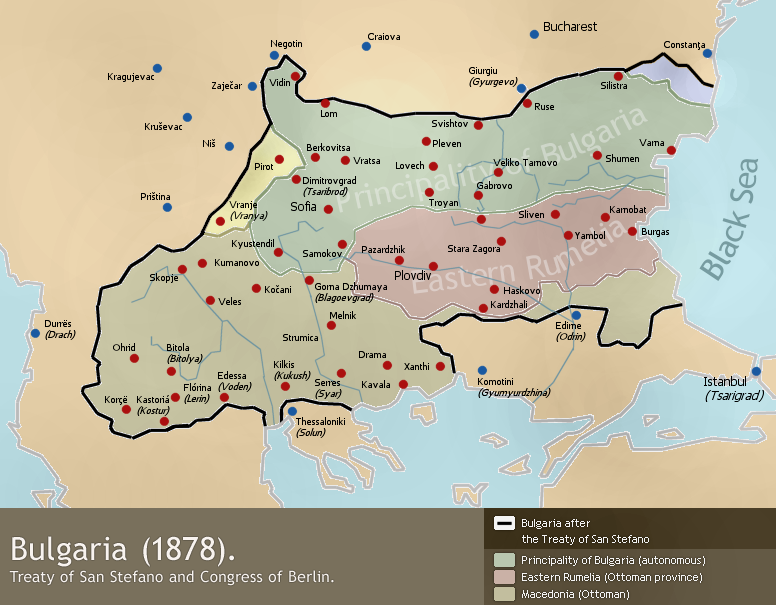
La Thrace lors des traités de San Stefano et de Berlin.
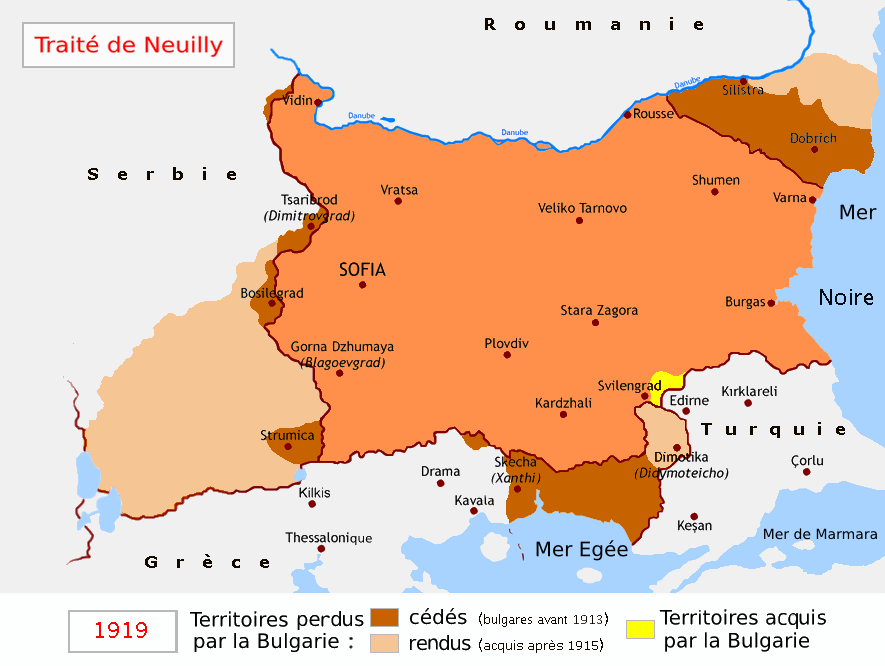
La Thrace du Nord s'élargit de quelques territoires, près de Svilengrad, après le Traité de Neuilly (1919).